# Filippo Ciampanelli

Bischofswappen von Filippo Ciampanelli

Filippo Ciampanelli (* 30. Juli 1978 in Novara) ist ein italienischer römisch-katholischer Geistlicher und Kurienbischof.

## Leben
Filippo Ciampanelli empfing nach dem Studium der Philosophie und der Katholischen Theologie am 21. Juni 2003 durch den Bischof von Novara, Renato Corti, das Sakrament der Priesterweihe für das Bistum Novara. Anschließend wurde er für weiterführende Studien nach Rom entsandt, wo er 2005 an der Päpstlichen Universität Gregoriana ein Lizenziat im Fach Katholische Theologie erwarb. Während seiner Studienzeit war er von 2003 bis 2006 Alumnus des Päpstlichen Lombardischen Priesterseminars. 2006 setzte Ciampanelli seine Ausbildung an der Päpstlichen Diplomatenakademie in Rom fort. Daneben absolvierte er 2008 ein Praktikum an der Apostolischen Nuntiatur in Pakistan. Außerdem wirkte er von 2003 bis 2009 als Seelsorger in der Pfarrei San Tommaso d’Aquino im römischen Stadtteil Tor Tre Teste. 2009 wurde er an der Päpstlichen Universität Gregoriana bei Luis Ladaria SJ mit der Arbeit „Hominem reducere ad Deum“: la funzione mediatrice del Verbo Incarnato nella teologia di San Bonaventura („‚Hominem reducere ad Deum‘: die Vermittlungsfunktion des fleischgewordenen Wortes in der Theologie des heiligen Bonaventura“) zum Doktor der Theologie promoviert. Für seine Dissertation erhielt er 2010 den Premio Bellarmino.
Ciampanelli trat am 1. Juli 2009 in den diplomatischen Dienst des Heiligen Stuhls ein. Er war als Nuntiatursekretär an den Nuntiaturen in Georgien, in Armenien und in Aserbaidschan (2009–2012) sowie in Belarus (2012–2015) tätig. Ab 2015 war Ciampanelli Nuntiatursekretär und ab 2018 Nuntiaturrat in der Sektion für Allgemeine Angelegenheiten des Staatssekretariates des Heiligen Stuhls. Am 1. Oktober 2013 verlieh ihm Papst Franziskus den Ehrentitel Päpstlicher Ehrenkaplan und am 10. Februar 2023 den Ehrentitel Päpstlicher Ehrenprälat.
Papst Franziskus bestellte ihn am 15. April 2024 zum Untersekretär des Dikasteriums für die orientalischen Kirchen. Am 12. Januar 2025 ernannte ihn Papst Franziskus zudem zum Titularbischof von Aquae in Mauretania. Der Präfekt des Dikasteriums für die orientalischen Kirchen, Claudio Kardinal Gugerotti, spendete ihm am 19. Februar desselben Jahres im Petersdom die Bischofsweihe; Mitkonsekratoren waren der Substitut des Staatssekretariates des Heiligen Stuhls, Kurienerzbischof Edgar Peña Parra, und der Bischof von Novara, Franco Giulio Brambilla. Sein Wahlspruch Omnia mea tua sunt („Alles, was mein ist, ist dein“) stammt aus Joh 17,10 .

## Schriften
- „Hominem reducere ad Deum“: la funzione mediatrice del Verbo Incarnato nella teologia di San Bonaventura (= Analecta gregoriana. Band 310). Gregorian & Biblical Press, Rom 2010, ISBN 978-88-7839-178-9.